# Taça 12 de Novembro de 2020
A Taça 12 de Novembro de 2020 foi a 8ª edição oficial do torneio nacional de futebol timorense. Foi organizada pela Liga Futebol Timor-Leste e contou com 20 times participantes. 

## Formato
O torneio utiliza o sistema de eliminatórias a uma mão, iniciando-se pela primeira fase com 4 jogos. É disputado por clubes da Primeira e Segunda Divisão da Liga Futebol Amadora, o campeonato nacional. Todas as partidas foram realizadas no Estádio Campo Democracia, na capital Díli. 
O sorteio dos enfrentamentos do torneio foi realizado em 9 de novembro. A primeira partida foi disputada em 13 de novembro, entre as equipas do FC Lalenok United (campeã de 2019) e do F.C. Nagardjo.

### Participantes
Os seguintes times qualificaram-se para a competição:
| Primera Divisão os 8 times da temporada 2020-21                                                                    | Segunda Divisão os 12 times da temporada 2020-21 |
| - Aitana (↑) - Assalam - Boavista FC - DIT (↑) - Karketu Dili F.C. - Lalenok United (C) - Ponta Leste - SL Benfica | - Académica (↓) - Atlético Ultramar (↓ desistiu) - Emmanuel FC (↑) - FIEL - Kablaki - Lica-Lica Lemorai - Marca (↑) - Nagarjo - Porto Taibesse - Santa Cruz F.C. - Sporting Clube - Zebra |

## Tabela

### Primeira Fase
Os jogos da primeira fase foram realizados entre os dias 13 e 15 de novembro. Em negrito estão os times classificados para a segunda fase (oitavas de final).
| Equipe 1           | Resultado   | Equipe 2            |
| ------------------ | ----------- | ------------------- |
| Lalenok United (I) | 5:0         | F.C. Nagardjo (II)  |
| Boavista (I)       | 4:2         | Assalam F.C. (I)    |
| Aitana (I)         | 0:0 (4:2 p) | Porto Taibesse (II) |

### Segunda Fase
Os jogos da segunda fase serão realizados entre os dias 17 e 25 de novembro. Em negrito estão os times classificados para as quartas de final.
| Equipe 1           | Resultado   | Equipe 2         |
| ------------------ | ----------- | ---------------- |
| Marca FC (II)      | 0:0 (3:5 p) | Lica-Lica (II)   |
| DIT FC (I)         | 3:0         | Karketu (I)      |
| Lalenok United (I) | 12:0        | FIEL (II)        |
| Boavista (I)       | 2:0         | Kablaki (II)     |
| Ponta Leste (I)    | 3:3 (3:1 p) | Aitana (I)       |
| Santa Cruz (II)    | 0:2         | Emmanuel FC (II) |
| Sporting (II)      | 6:0         | Académica (II)   |
| Zebra F.C. (II)    | 0:5         | SL Benfica (I)   |

## Fase Final
A terceira fase da competição inicia-se em 26 de novembro. Em negrito estão os times classificados para a fase seguinte.
|  | Quartas de final      | Quartas de final     |                       |       | Semifinais | Semifinais |  |  | Final | Final |
|  |                       |                      |                       |       |            |            |  |  |       |       |
|  | 26 de novembro – Díli |                      |                       |       |            |            |  |  |       |       |
|  |                       |                      |                       |       |            |            |  |  |       |       |
|  | Lica-Lica             | 0                    |                       |       |            |            |  |  |       |       |
|  | Lica-Lica             | 0                    | 5 de dezembro – Díli  |       |            |            |  |  |       |       |
|  | Lalenok United        | 7                    |                       |       |            |            |  |  |       |       |
|  | Lalenok United        | 7                    | Lalenok United (pen)  | 1 (3) |            |            |  |  |       |       |
|  | 27 de novembro – Díli |                      | Lalenok United (pen)  | 1 (3) |            |            |  |  |       |       |
|  |                       | Boavista             | 1 (1)                 |       |            |            |  |  |       |       |
|  | Boavista              | Boavista             | 1 (1)                 | 3     |            |            |  |  |       |       |
|  | Boavista              |                      | 12 de dezembro – Díli | 3     |            |            |  |  |       |       |
|  | Emmanuel FC           | 0                    |                       |       |            |            |  |  |       |       |
|  | Emmanuel FC           | 0                    | Lalenok United        | 1 (4) |            |            |  |  |       |       |
|  | 28 de novembro – Díli |                      | Lalenok United        | 1 (4) |            |            |  |  |       |       |
|  |                       | SL Benfica           | 1 (1)                 |       |            |            |  |  |       |       |
|  | DIT FC (pen)          | SL Benfica           | 1 (1)                 | 1 (5) |            |            |  |  |       |       |
|  | DIT FC (pen)          | 6 de dezembro – Díli |                       | 1 (5) |            |            |  |  |       |       |
|  | Ponta Leste           | 1 (3)                |                       |       |            |            |  |  |       |       |
|  | Ponta Leste           | 1 (3)                | DIT FC                | 1     |            |            |  |  |       |       |
|  | 29 de novembro – Díli |                      | DIT FC                | 1     |            |            |  |  |       |       |
|  |                       | SL Benfica           | 3                     |       |            |            |  |  |       |       |
|  | Sporting              | SL Benfica           | 3                     | 0     |            |            |  |  |       |       |
|  | Sporting              |                      |                       | 0     |            |            |  |  |       |       |
|  | SL Benfica            | 4                    |                       |       |            |            |  |  |       |       |
|  | SL Benfica            | 4                    |                       |       |            |            |  |  |       |       |

### Partida Final
| 12 de dezembro de 2020 | Lalenok United    | 1 - 1 | SL Benfica     | Estádio Municipal de Díli |
| 16:00 UTC+9            | Elias Mesquita 6' |       | João Pedro 52' |                           |

|                                    |       | Penalidades         |  |
| F. Christian Mendonça Yohanes Gali | 4 – 1 | Nidio Alves Laulara |  |

## Premiação
| Taça 12 de Novembro de 2020           |
| Timor-Leste                           |
| ------------------------------------- |
| FC Lalenok United Campeão (2º título) |

## Ligações Externas
- Página oficial - no Facebook